# Barnsnödsbön
Barnbördsbön eller barnsnödsbön, på engelska groanings  eller travail in prayers är ett sätt att be, som förekommer främst inom Trosrörelsen. I barnbördsbönen skriker, ropar och stönar den bedjande och vrider sig som i födslosmärta. Oftast förekommer tungotal i samband med barnbördsbönen. För en yttre betraktare påminner böneformen om primalterapi. 
Den teologiska motiveringen till barnsnödsbönen finns i Galaterbrevet 4:19, "mina barn, som jag än en gång måste föda med smärta tills Kristus har förkroppsligats i er" Barnbördsbönens mål är att bryta djävulens fästen och förlösa hela länder och städer ur djävulens makt, och föda fram bönesvaret i andevärlden.

### Källnoter
1. 1 2  Reichmann
2. ↑  Gal 4:19 på Bibeln.se
3. ↑  Per Kornhalls kommentar på annans berättelse, arkivkopia från Per Kornhalls webbplats